# ویلیس کراسرودز (آلاباما)
ویلیس کراسرودز (به انگلیسی: Wills Crossroads) یک منطقهٔ مسکونی در ایالات متحده آمریکا است که در آلاباما واقع شده‌است. ویلیس کراسرودز ۱۳۱٫۹۸ متر بالاتر از سطح دریا واقع شده‌است.